# Jarama
Jarama är en spansk flod, en av de viktigaste tillflödena till floden Tajo.
Jarama rinner upp i utlöparna av bergen Peña Cebollera (också kända som Pico de las Tres Provincias ("De tre provinsernas bergstopp"), i bergskedjan Ayllón, (Sistema Central), precis där provinserna Madrid, Guadalajara och Segovia går ihop, nära bokskogen i Montejo.
Floden rinner genom provinserna Guadalajara och Madrid. Tillflödena utgörs av Lozoya, Guadalix och floden Manzanares på höger sida, Henares och Tajuña på vänster sida.
I sin första sträckning går floden längs Montejos bokskog och bildar gräns mellan provinserna Madrid och Guadalajara. Den rinner in i Guadalajara i höjd med La Hiruela där vattnet fångas upp i fördämningen "El Vado". Den rinner på nytt in i provinsen Madrid i höjd med byn Patones de Abajo, och tar emot flödet från floden Lozoya. Från denna punkt följer den nordsydlig riktning, passerar Talamanca de Jarama och lämnar på höger sida Madrid i höjd med flygplatsen Barajas. Efter att ha passerat flygplatsen tar floden emot sina viktigaste tillflöden: Henares, Tajuña och Manzanares. Slutligen rinner den ut i floden Tajo innan denna når Aranjuez, och bildar där största delen av dess flöde.